# Televisión Pública de Rusia
La televisión pública de Rusia (PTR, en ruso: Общественное Телевидение России -Obschéstvennoye Televídeniye Rossíi - OTR), es una estación de televisión rusa, la cual comenzó a transmitir el 19 de mayo de 2013.

## Historia
El 17 de abril de 2012, el presidente ruso Dmitri Medvédev firmó el decreto №455 sobre el establecimiento de la estación. De acuerdo con el decreto de Medvedev, los intereses del público estarán representados por el Consejo de televisión pública (PTC), que se designará sobre la base de las nominaciones presentadas por un organismo de supervisión de uso múltiple llamado la Cámara Pública de Rusia. Ningún miembro de la gerencia del canal podrá ser miembro del parlamento o funcionarios del gobierno. 
En junio de 2012, la cámara alta del parlamento ruso aprobó una ley que estableció la base legislativa para la televisión pública. En julio, el presidente Vladímir Putin, quien tomó el cargo en mayo, aprobó a los miembros del Consejo de Supervisión de Televisión Pública y nombró al presidente de la Academia Internacional de Televisión Anatoli Lysenko como director general.
En septiembre de 2012, el Primer Ministro Dmitri Medvédev firmó una resolución que establece la Televisión Pública de Rusia como una organización no comercial independiente. La carta también fue aprobada y añadida a la resolución.
Anatoli Lysenko, director general del canal, dijo poco antes de la apertura oficial que "el canal sería educativo y se suponía que se convertiría en un nuevo foro para discutir problemas urgentes que son una fuente de preocupación para la sociedad rusa". El canal también debe ser un instrumento de comunicación directa y abierta entre las personas y las autoridades".

## Organización
El Consejo de Supervisión incluye 25 prominentes figuras de la televisión y el público, y entre sus miembros también hay representantes de la iglesia. Se aprobó una ley sobre la creación del Consejo de Supervisión. Una nueva organización sin fines de lucro creada para dirigir la Televisión Pública tiene el derecho de hacer un anuncio sobre la recaudación pública de fondos para formar un capital de propósito especial, mientras que las organizaciones ordinarias sin fines de lucro pueden recaudar fondos solo para rellenar este capital.

## Fondos
La TPR está financiada por una combinación de subsidios del gobierno ruso y donaciones públicas. A partir de 2013, recibió un total combinado de 1.2 billones de rublos, la gran de mayo deoría de los cuales provino de fondos estatales.

## Radiodifusión
El decreto presidencial dice que el Ministerio de Defensa ruso debe elaborar propuestas para usar su propia estación de televisión, Zvezdá, para transmitir sus programas. 